# 9 травня
9 тра́вня — 129-й день року (130-й у високосні роки) в григоріанському календарі. До кінця року залишається 236 днів.

## Свята і пам'ятні дні

### Міжнародні
- ООН: Другий день пам'яті та примирення (2004, ГА ООН).
- Всесвітній день справедливої торгівлі.
- Всесвітній день мігруючих птахів.
- Євросоюз,  Косово,  Молдова,  Україна: День Європи (англ. Europe Day)[1].
- СНД,  Грузія,  Туркменістан,  Сербія,  Чорногорія,  Північна Македонія,  Ізраїль: День Перемоги.

### Національні
- Латвія: День пам'яті жертв війни в Україні.[2]
- Узбекистан: День пам'яті і почестей.
- Нормандські острови: День визволення

### Релігійні

#### Християнство
Православна церква:
- Перенесення мощей святого Миколая з Мир Лікійських у місто Барі.
- Пророка Ісаї.
- Мученика Христофора.
- Преподобного Шіо Мгвімського.
- Преподобного Йосифа Оптинського.

### Іменини
- ✝  Католицькі:
- ✙ Православні: Микола, Йосип[3]

## Події
- 1913 — перший політ гідроплана С-10 «Гідро» Ігоря Сікорського.
- 1913 — на екрани Франції вийшов фільм «Фантомас» — перша в довгому ряду екранізація.
- 1919 — Симон Петлюра обраний головою Директорії УНР.
- 1920 — проведено польсько-український парад на Хрещатику з нагоди звільнення Києва від більшовиків
- 1920 — в Ужгороді засноване українське товариство «Просвіта»[4].
- 1922 — узятий під домашній арешт Патріарх Московський і всієї Русі Тихон.
- 1927 — парламент Австралії переїхав до нової столиці — Канберри.
- 1945 — в СРСР: офіційна перемога СРСР і союзників над нацистською Німеччиною.[5] На ЦА ім. Фрунзе приземлився Лі-2 з екіпажем А. Семенкова, що доставив у Москву акт про капітуляцію нацистської Німеччини.
- 1950 — створено Європейське об'єднання вугілля і сталі, — перше європейське співтовариство, що стало передвісником Євросоюзу.
- 1955 — Федеративна Республіка Німеччина ввійшла до складу НАТО.
- 1962 — перший політ в США гелікоптера-крана S-64 Ігоря Сікорського.
- 2012 — під час демонструвального польоту в Індонезії розбився літак російського виробництва «Sukhoi Superjet 100».
- 2018 — гребля Патель у Кенії на території Великої рифтової долини була прорвана через проливні дощі. Загинули щонайменше 48 людей.
- 2022 — Президент Сполучених Штатів Америки Джо Байден підписав Закон S.3522 про Ленд-ліз для захисту демократії в Україні та боротьби проти Росії.

## Народились

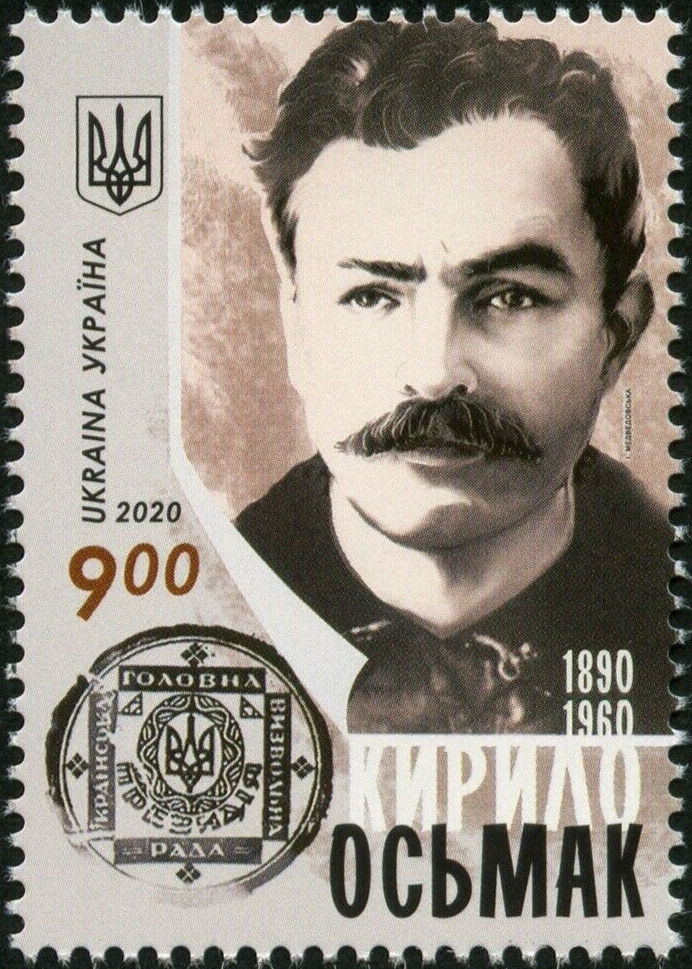
Кирило Осьмак

Дивись також Категорія:Народились 9 травня
- 1567 — Клаудіо Монтеверді, італійський композитор, один з основоположників жанру опери.
- 1837 — Адам Опель, засновник компанії Adam Opel GmbH.
- 1871 — Володимир Гнатюк, український фольклорист, етнограф, літературознавець, видавець, академік Української академії наук (†1926 р.)
- 1874 — Говард Картер, британський археолог.
- 1890 — Кирило Осьмак, український військовий і політичний діяч, Президент УГВР.
- 1906 — Аполлон Ячницький, український актор театру і кіно, актор Київського театру російської драми ім. Лесі Українки. Син художника-авангардиста Аристарха Лентулова.
- 1918 — Микола Панасьєв, український актор.
- 1935 — Галина Посвятовська, польська поетеса.
- 1936 — Юрій Іллєнко, український кінорежисер, кінооператор, сценарист та політик.
- 1945 — Юпп Гайнкес, німецький футболіст та футбольний тренер.
- 1947 — Амано Юкія, японський дипломат, генеральний директор (МАГАТЕ, 2009).
- 1995 — Віктор Дяченко, український телеведучий, журналіст, диктор, актор дубляжу.
- 1996 — Олег Фадєєнко, офіцер Збройних сил України, учасник російсько-української війни. Герой України (посмертно).

## Померли

Кость Пестушко

Дивись також Категорія:Померли 9 травня
- 1630 — Теодор Агріппа д'Обіньє, французький поет, прозаїк, військовик та історик кінця епохи Відродження.
- 1688 — Фрідріх Вільгельм, курфюрст Бранденбургу з династії Гогенцоллернів.
- 1707 — Дітріх Букстегуде, німецький органіст і композитор епохи бароко.
- 1850 — Жозеф Луї Гей-Люссак, французький фізик і хімік, автор одного з «газових законів», винахідник спиртометра і гідрометра.
- 1921 — Кость Пестушко («Блакитний», «Степовий»), український військовий діяч, отаман Степової дивізії, Головний отаман Холодного Яру, загинув у бою з підрозділом криворізьких чекістів.
- 1984 — Антоненко-Давидович Борис Дмитрович, український письменник, перекладач, жертва сталінського терору.
- 1986 — Тенцинг Норгей, шерпський альпініст, який разом з Едмундом Гілларі та Джоном Гантом у 1953 році вперше підкорили найвищу вершину світу Еверест.
- 1997 — Марко Феррері, італійський кінорежисер, сценарист та актор.
- 2017 — Роберт Майлз, італійський продюсер, композитор, музикант і DJ.